# Basselinia vestita
Basselinia vestita es una especie de palmera originaria de Nueva Caledonia donde se encuentra en el sotobosque de bosque denso.

## Descripción
Es una palmera que alcanza un tamaño de 0,5 a 5 m de altura. Tiene 3 a 4 hojas en la corona, de menos de 20 cm de largo, con 1-2 foliolos a cada lado, más o menos dividida, de color verde oscuro por encima, densamente cubierta de escamas de color marrón y peltada membranosa, con un pecíolo de menos de 1 cm de largo. La inflorescencia,de 20 - 25 cm de largo, erecta. Frutos esféricos de menos de 1 cm de diámetro, negros cuando están maduros.

## Taxonomía
Basselinia vestita fue descrito por Harold Emery Moore y publicado en Allertonia 3: 368. 1984.
Etimología
Basselinia: nombre genérico otorgado en honor del poeta francés Olivier Basselin (1400–1450).
vestita: epíteto latino que significa "vestida, cubierta".